# جون تشاردي
كان جون أنتوني تشاردي (24 يونيو 1916- 30 مارس 1986) شاعرًا ومترجمًا وعالم تأثيل أمريكيًا. على الرغم من أنه اشتُهر في المقام الأول بوصفه شاعرًا ومترجمًا للكوميديا الإلهية لدانتي، كتب أيضًا عدة مجلدات من شعر الأطفال، وتابع علم التأثيل وساهم في مجلة ساترداي ريفيو بصفة كاتب أعمدة ومحرر شعري لفترة طويلة، وأدار مؤتمر كتاب رغيف الخبز في فيرمونت، وسجل تعليقات للإذاعة الوطنية العامة.
في 1959، نشر تشاردي كتابًا عن كيفية قراءة وكتابة وتعليم الشعر بعنوان كيف تعني القصيدة؟، والذي ثبت أنه من كثر الكتب استخدامًا من نوعه. في قمة شهرته في بداية ستينيات القرن العشرين، كان لتشارلي برنامج تلفزيوني على شبكة سي بي إس بعنوان أكسنت. ربما أفضل طريقة لقياس تأثير تشاردي على الشعر من خلال الشعراء الشباب الذين أثر فيهم بصفته مدرسًا ومحررًا لمجلة ساترداي ريفيو.

## سيرته
وُلد تشاردي في منزله ببوسطن في نورث إند عام 1916. توفي والده، وهو مهاجر إيطالي، في حادث سيارة عام 1919 وربته أمه الإيطالية (التي كانت أمية) وأخواته الثلاث الأكبر منه. في 1921، انتقلت عائلته إلى ميدفورد بماساتشوستس، حيث ارتاد المدارس العامة. ادخر أفراد عائلته مالًا كافيًا لإرساله إلى الكلية. تسجل في كلية بيتس بلويستون في مين، قبل أن ينتقل إلى جامعة تافتس في بوسطن ليدرس تحت إشراف الشاعر جون هولمز. تخرج في جامعة تافتس في 1938، وفي العام التالي أتم دراسة الماجستير في جامعة ميشيغان. حصل في ميشيغان على جائزة هوبوود عن مجموعته الشعرية رحلة العودة إلى أمريكا التي قدمها تحت الاسم المستعار «توما الأكويني».
درّس تشاردي لمدة وجيزة في جامعة كانساس سيتي قبل أن ينضم إلى القوات الجوية لجيش الولايات المتحدة عام 1942، حيث صار مدفعيًا على طائرات بوينغ بي 29 وحلق في أكثر من عشرين مهمة فوق اليابان قبل أن يُنقل إلى الخدمة الإدارية عام 1945. سُرح في أكتوبر 1945 برتبة رقيب فني مع الميدالية الجوية وعنقود ورقة البلوط. نُشرت يوميات تشاردي الحربية، سايبان، بعد وفاته في 1988. بعد الحرب، عاد تشاردي إلى جامعة كانساس سيتي للفصل الدراسي في ربيع 1946، حيث التقى مايرا جوديث هوتيستر وتزوجها في 28 يوليو، وهي صحفية ومعلمة صحافة. بعد الزفاف مباشرة، غادر الزوجان إلى شقة في طابق ثالث في ميدفورد بماساتشوستس، موطن تشاردي، والتي جهزتها والدته وأخواته لرجل عائلتهم وزوجته الجديدة.
أقام جون تشاردي إقامة طويلة في ميتوتشن بنيو جيرسي. توفي في أحد الفصح عام 1986 إثر نوبة قلبية، لكن بعد أن كتب نقشه التذكاري.